# دووال هکت
دووال هکت (انگلیسی: Duvall Hecht؛ زادهٔ ۲۳ آوریل ۱۹۳۰ – ۱۰ فوریهٔ ۲۰۲۲) قایقران روئینگ اهل ایالات متحده آمریکا بود.
وی در مسابقات کشوری و بین‌المللی در مجموع برندهٔ ۱ مدال طلا شده بود.